# Armeense diaspora

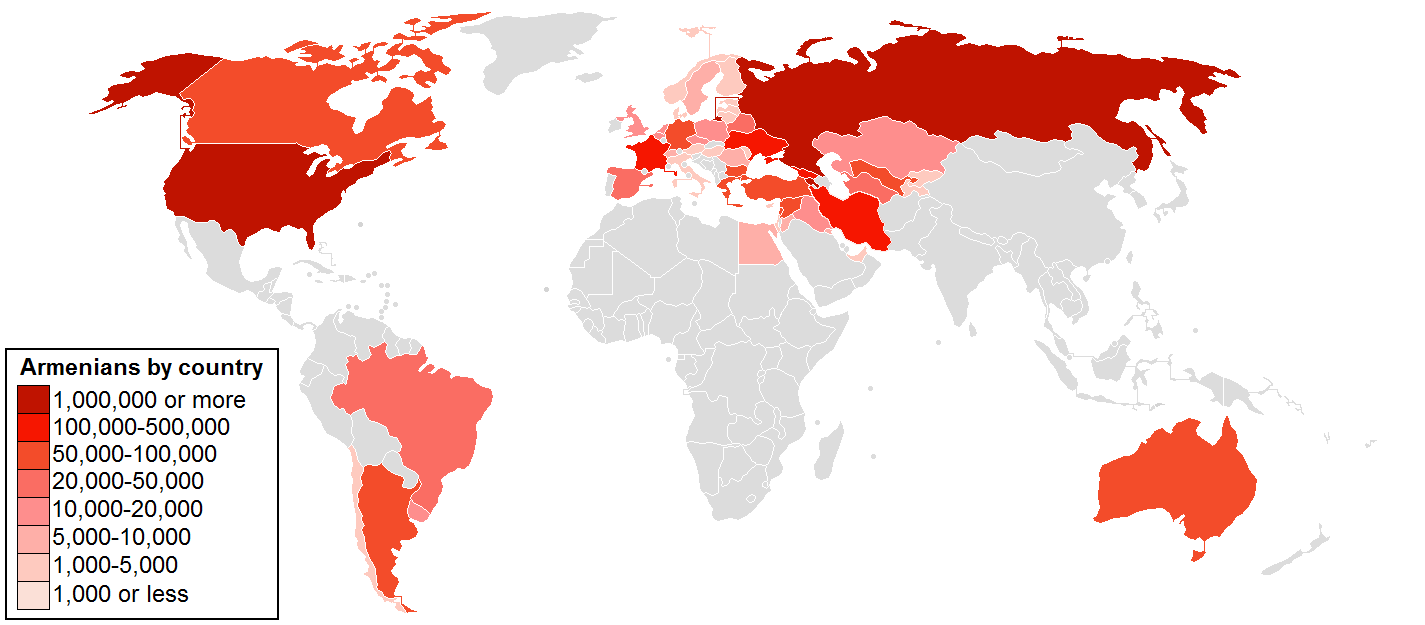
Kaart van de Armeense diaspora.

De Armeense diaspora (Armeens: Հայկական սփյուռք ― Hajkakan spjurk) is een term die gebruikt wordt om de verschillende gemeenschappen van Armeniërs die buiten Armenië en Nagorno-Karabach leven mee aan te duiden.
Wereldwijd zijn er naar schatting zo'n 7 tot 10 miljoen Armeniërs (schatting 2004), hiervan leven er zo'n 3 miljoen in Armenië en zo'n 130.000 in Nagorno-Karabach. Zie Armeniërs voor de huidige verspreiding van de Armeniërs over de gehele wereld.
Er bestond al een Armeense emigratie sinds 1375 toen het Armeens Koninkrijk van Cilicië door de mammelukken ten val werd gebracht. Ook wordt aan de Armeniërs vaak een koopmanskarakter toegeschreven, waardoor ze al eeuwen in andere steden opereerden, zoals in Amsterdam vanaf de 17e eeuw.
In het laatste decennium van de 19e eeuw vonden er in het Ottomaanse Rijk pogroms plaats, waarbij honderdduizenden Armeniërs werden gedood. Dit leidde tot een aanzienlijke vlucht naar andere landen. De grote groei en het gebruik van de term diaspora kwam echter na de Armeense Genocide in de Eerste Wereldoorlog. Vanaf toen leefden er meer Armeniërs buiten het Armeens Hoogland dan er in. 
Hoewel velen omkwamen, konden anderen ontsnappen en vestigden zich in steden in Oost-Europa en het Midden-Oosten. In Oost-Europa gaat het hierbij om steden in de voormalige Sovjet-Unie als Moskou, Sotsji, Odessa, Sebastopol, de Krim, Tbilisi en Batoemi, voorts om Plovdiv in Bulgarije en Athene in Griekenland. In het Midden-Oosten om steden als Beiroet in Libanon en Aleppo in Syrië.
Vele miljoenen vestigden zich in West-Europa en Centraal-Europa, vooral in Frankrijk, Duitsland, Italië, Polen, België en Nederland, en in Noord-Amerika en Zuid-Amerika.
Door de opkomst van het panarabisme en islamisme zijn de laatste decennia tienduizenden Armeniërs geëmigreerd uit het Midden-Oosten naar landen als de Verenigde Staten, Canada en Frankrijk.